# Relaciones Canadá-Ucrania
Las relaciones Canadá-Ucrania son los lazos bilaterales entre Canadá y Ucrania.

## Relaciones formales

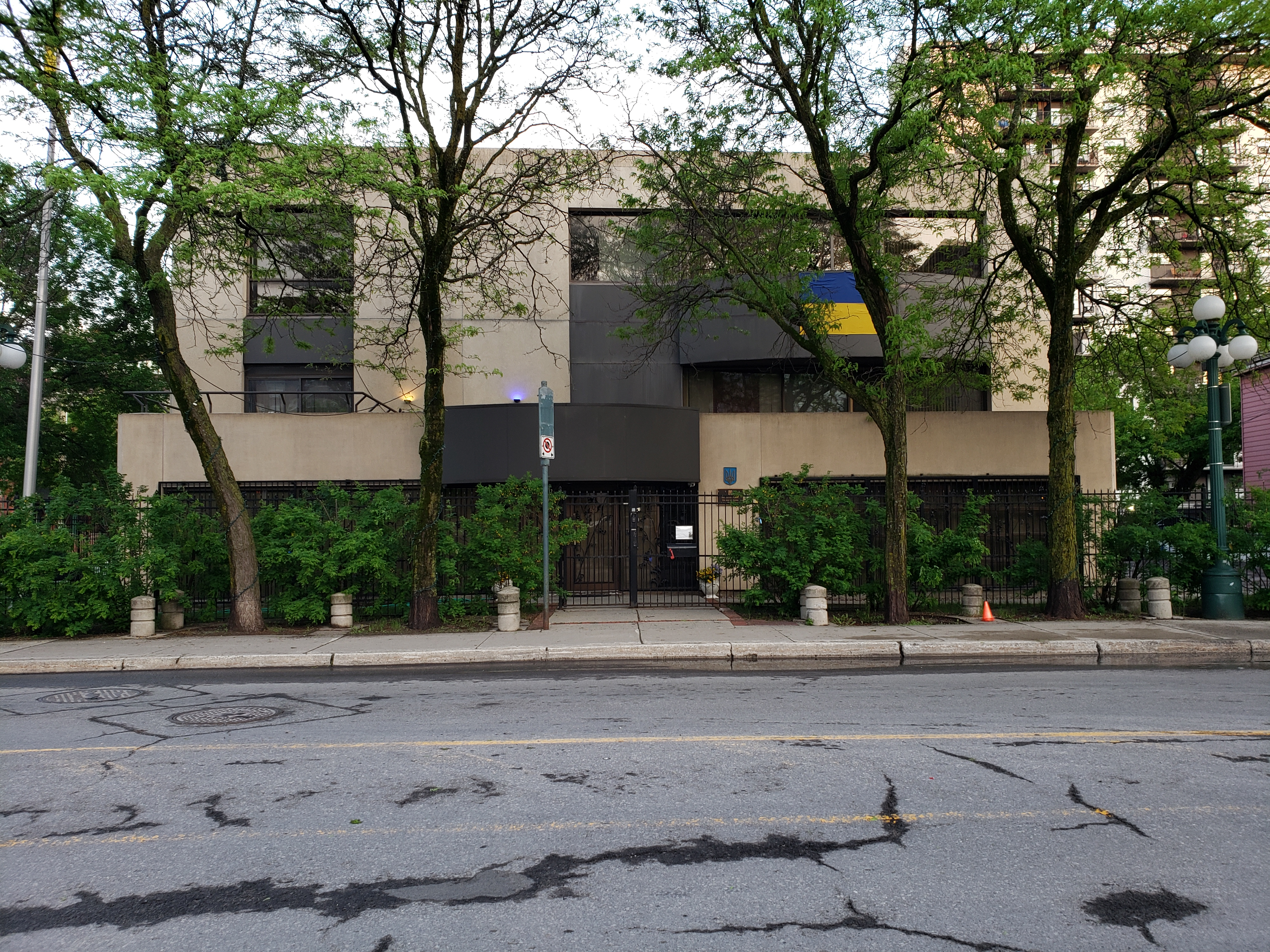
Embajada de Ucrania en Ottawa

Las relaciones diplomáticas entre Canadá y Ucrania se establecieron el 2 de diciembre de 1991. Canadá fue el primer país occidental, y el segundo después de Polonia, en reconocer la independencia de Ucrania de la URSS. Canadá abrió su embajada en Kiev en abril de 1992, y la embajada de Ucrania en Ottawa se inauguró en octubre de ese mismo año, sufragada en su mayor parte por donaciones de la comunidad ucraniano-canadiense. Ucrania abrió un consulado general en Toronto en 1993 y abrió otro en Edmonton en 2018.

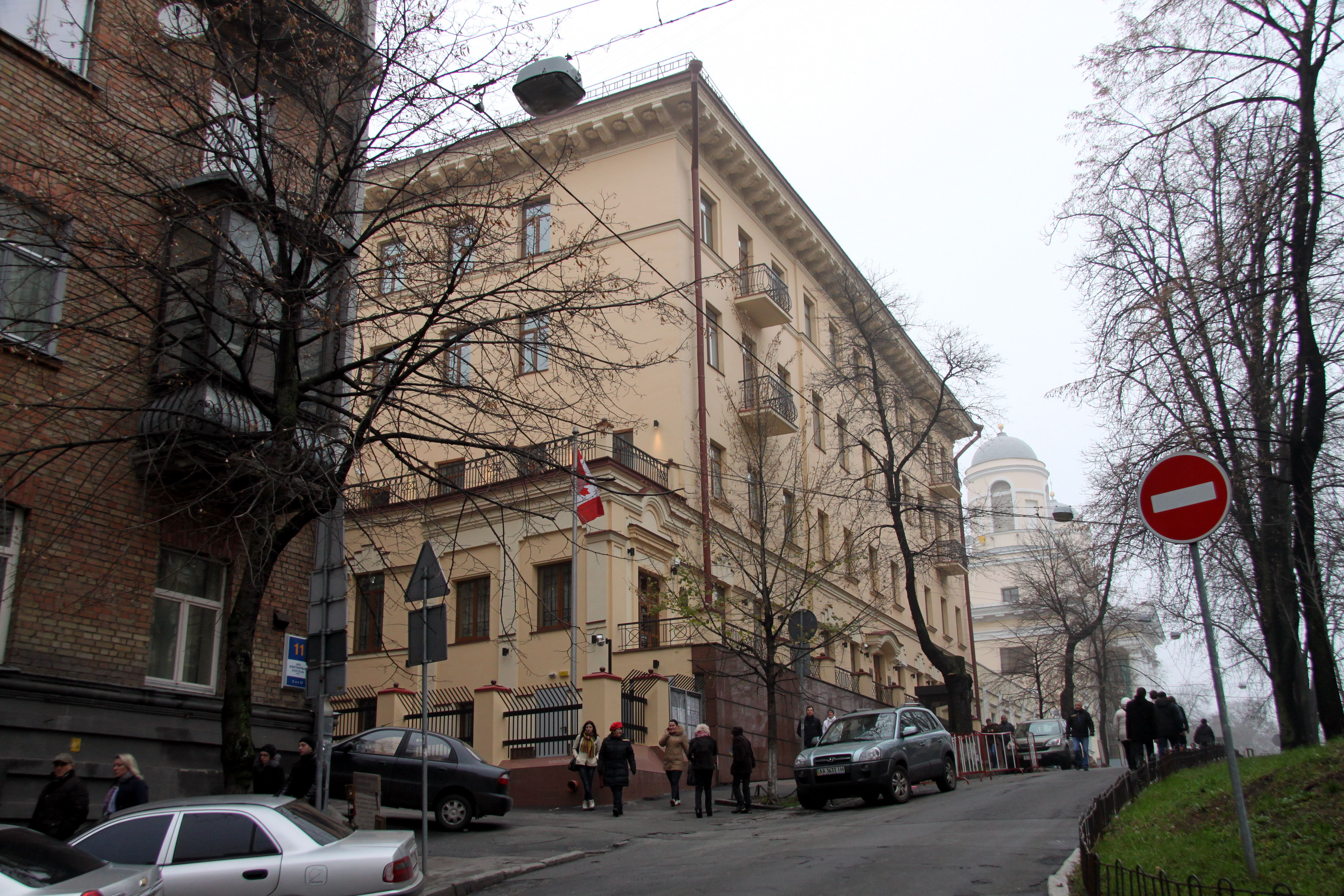
Embajada de Canadá en Kyiv

El principal acuerdo bilateral firmado entre ambos gobiernos es la declaración conjunta de «Asociación Especial» entre los dos países firmada en 1994 y renovada en 2001.
Las ventas de material militar canadiense a Ucrania fueron permitidas por el Gobierno de Justin Trudeau en diciembre de 2017, ya que la ministra de Asuntos Globales de Canadá, Chrystia Freeland, levantó las restricciones que se habían impuesto por tiempo indeterminado.

## Acuerdo de libre comercio
El 22 de septiembre de 2009 comenzaron las conversaciones entre Canadá y Ucrania sobre un acuerdo de libre comercio. En julio de 2015, el primer ministro de Ucrania, Arseniy Yatsenyuk, anunció con el primer ministro canadiense, Steven Harper, la conclusión con éxito del acuerdo de libre comercio entre Canadá y Ucrania. En julio de 2016 se firmó un Acuerdo de Libre Comercio entre Canadá y Ucrania, que entró en vigor el 1 de agosto de 2017.

## Política
A los principales partidos políticos canadienses les interesa que se les vea promoviendo iniciativas de reforma democrática en Ucrania, animando a este país a comprometerse con instituciones occidentales como la UE y la OTAN, y a adherirse a ellas distanciándose de Rusia. Se trata de un asunto delicado, ya que la trayectoria Este contra Oeste (Rusia contra Europa) es una cuestión política normalmente delicada en Ucrania. Una implicación directa violaría el protocolo internacional (se consideraría una injerencia en los asuntos internos de Ucrania) y posiblemente debilitaría a las fuerzas prooccidentales del país. No obstante, muchos canadienses (incluidos parlamentarios y el ex primer ministro John Turner) formaron parte de un equipo internacional de observadores que supervisó las elecciones presidenciales ucranianas de 2004. Los medios de comunicación canadienses simpatizaron con las fuerzas de la Revolución Naranja, y la revista nacional Maclean's publicó un artículo en portada sobre las protestas. Las irregularidades electorales documentadas por los equipos de observadores condujeron a una repetición de las elecciones que dio como resultado la victoria electoral presidencial del prooccidental Viktor Yushchenko. La Gobernadora General de Canadá, Adrienne Clarkson, representante del jefe de Estado canadiense, asistiría a la investidura de Yúschenko con un pañuelo naranja, el color del movimiento prooccidental.
Los abuelos maternos y la madre de la Vice primera ministra canadiense Chrystia Freeland emigraron de Ucrania. Freeland participó activamente en los movimientos prodemocráticos y prooccidentales de Ucrania a finales de la década de 1980.